# Uroleucon tripartitum
Uroleucon tripartitum är en insektsart. Uroleucon tripartitum ingår i släktet Uroleucon och familjen långrörsbladlöss. Inga underarter finns listade i Catalogue of Life.